# Revista (género)
Revista (en francés: revue) es un subgénero dramático de la comedia que se desenvuelve en un tipo de espectáculo que combina música, baile y, muchas veces, también breves escenas teatrales o sketches humorísticos o satíricos. La revista combina elementos dramáticos del burlesque, el vaudeville, la extravaganza y la comedia musical, pero se distingue de todos ellos anteriores por su carga erótica y simpleza dramática. Como en la opereta y el musical, la revista fusiona música, baile y textos en una función, aunque sin un hilo argumental. Gozó de especialidad popularidad a lo largo del siglo XX en Argentina, donde adquirió la forma de «revista porteña» y se convirtió en un ícono cultural de la ciudad de Buenos Aires.

## Historia

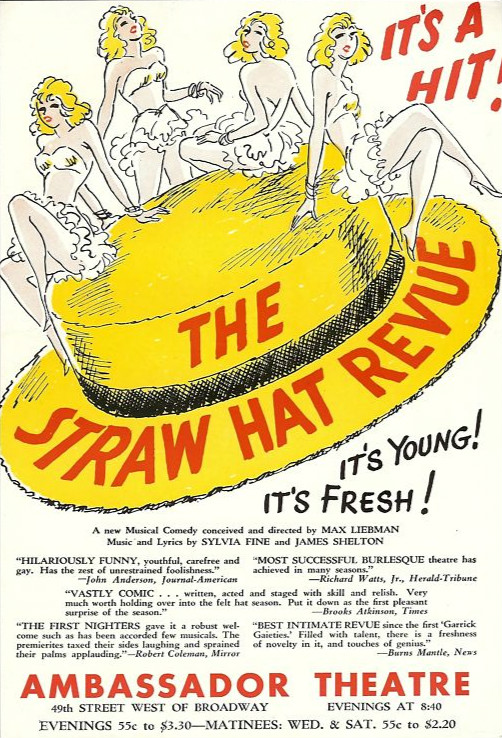
Volante promocional de Straw Hat Revue (1939).

La revista es un subgénero de la comedia que surge de espectáculos similares concentrados en el llamado show business del siglo XIX, en los que se concentraban otros tipos de entretenimiento público como el burlesque, el vaudeville, la extravaganza, el travesty, el cabaret, el music hall y el minstrel; espectáculos dramáticos y satíricos enfocados al entretenimiento, en los que se parodiaban diversos fragmentos de obras clásicas y se hacía un burlesque de temas sociales como el comportamiento de la aristocracia, el código de etiqueta y la indignación popular. Todos estos espectáculos son principalmente ubicados en América a mediados del siglo XIX, entre los años de la Guerra de Secesión.
El género de revista toma diversos elementos de espectáculos enfocados al público masculino adulto, destacando el burlesque y el cabaret. El burlesque, el cabaret y el vodevil se caracterizaban por incluir entre sus números teatrales, algunos espectáculos dedicados a la clientela masculina en los que se recurría a la representación de escenas eróticas en las que participaba el elenco femenino. Como un tipo de marketing, los espectáculos eran promocionados con imágenes eróticas en las que aparecían mujeres.
El género teatral de revista se desarrolla en la década de 1890, y era originalmente una colección de breves presentaciones dramáticas, canciones y rutinas de danza, similares a las de un espectáculo de variedades, pero todas ligadas con un argumento o tema específico. Los espectáculos eran distinguidos por incluir diversas representaciones satíricas y números dramáticos acompañados por piezas musicales de jazz y ragtime, en las que frecuentemente se incluía la participación de canto de un miembro del elenco. La revista del siglo XIX consolidó diferentes números que requerían de vestuarios ostentosos, coloridos y con una estética flamboyant.

### Época de oro (1920-1940)
En las primeras décadas del siglo XX, diversos espectáculos de music hall comenzaron a incluir en sus programas el género de revista. Aparecieron distintos espectáculos como el In Dahomey en 1903, espectáculo inglés que se distinguió por tener un elenco teatral formado completamente de afrodescendientes.
Entre la década de los años 1920, la posguerra (Primera Guerra Mundial) y la prosperidad económica de Estados Unidos (The Roaring Twenties), el género de revista se convierte en un perfecto entretenimiento entre la población. Su popularidad fue tal, que se le llamó la Época Dorada del Revue, período comprendido entre los años 1930 y los años 1940.
Los espectáculos de revista del siglo XX, ya incluían diferentes argumentos eróticos, números musicales, una mayor producción y diferentes elementos que lo convierten en lo que es ahora. Los espectáculos de revista eran frecuentemente presentados en teatros, casas de burlesque y cabarets alrededor de América y Europa, predominando en países como: Estados Unidos, Inglaterra y Argentina. Las producciones del revue se comenzaron a centrar en un personaje femenino específico, interpretado por una actriz renombrada de gran belleza y talento, tal celebridad era llamada vedette. En la época dorada de la revista se concentraron diferentes espectáculos, entre los cuales se reconoce principalmente los producidos por Charles Cochran y André Charlot.

## La revista en Buenos Aires

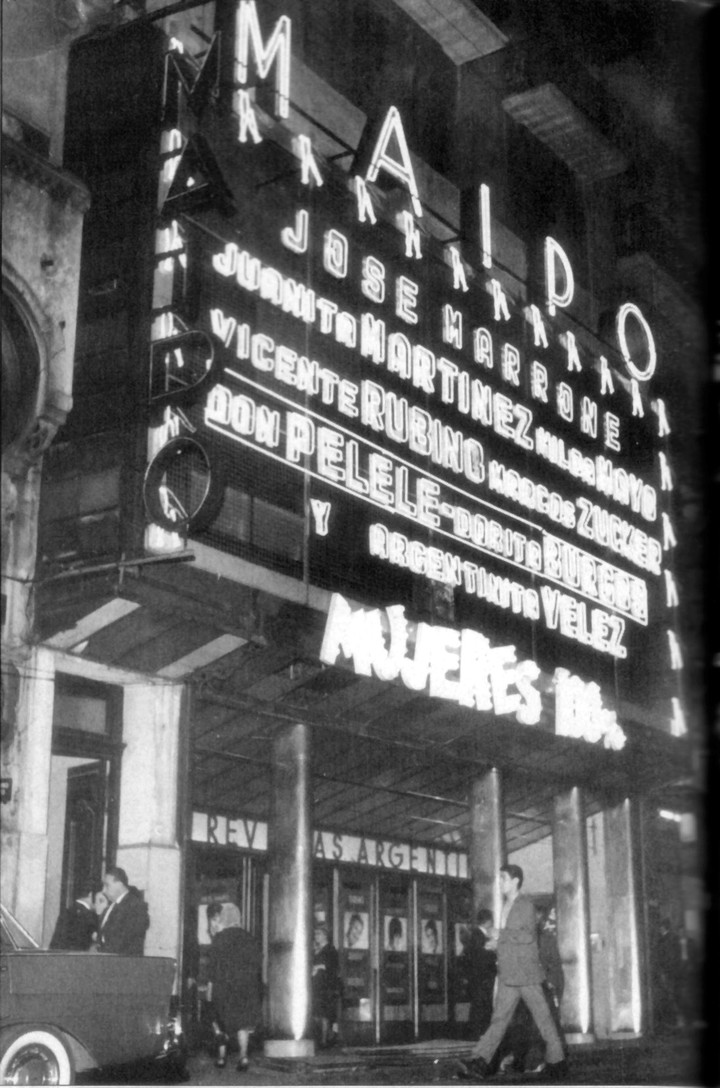
El Teatro Maipo, la «catedral de la revista porteña», en 1970.

La revista porteña es un género teatral argentino derivado del teatro de revista francés, que tuvo su auge entre 1920 y mediados de los años 1970, especialmente en Buenos Aires. Caracterizado por una estructura en cuadros que combinaban números musicales, sketches humorísticos de tono político o erótico, monólogos y danzas, se desarrolló principalmente en salas céntricas como el Teatro Maipo, el Nacional y el Tabarís. En su puesta en escena destacaba una jerarquía de figuras femeninas —coristas, bailarinas, vedettes—, y la presencia del capocómico como eje del espectáculo. Con el tiempo, la revista incorporó vedettes internacionales, artistas travestis y, desde los años sesenta, comenzó a ser objeto de cuestionamientos por sus representaciones sexistas y sus condiciones laborales.
Su evolución se inscribe en la historia cultural de Buenos Aires: desde las primeras revistas criollas influenciadas por el sainete y el teatro español a fines del siglo XIX, hasta la consolidación de un estilo propio con acento local hacia 1922. Alcanzó su esplendor durante las décadas de 1940 y 1950, época en que se impuso como forma dominante del espectáculo popular, fusionando sátira política, erotismo y exuberancia visual. A partir del "Rodrigazo" de 1975, el género entró en declive, desplazado por nuevas formas como el café-concert y la televisión. En la actualidad, sobrevive en versiones atenuadas, y ha sido reconocido como Patrimonio Cultural de la Ciudad de Buenos Aires.